# Abraxas alona
Abraxas alona là một loài bướm đêm trong họ Geometridae.